# Scissure temporo-occipitale
La scissure temporo-occipitale ou sillon occipito-temporal t3 est un sillon de la face inférieure de chaque hémisphère. Il part en général au niveau de l'incisure préoccipitale de Meynert et remonte vers la scissure collatérale.
Ce sillon t3 sépare nettement, le gyrus fusiforme T4, en dedans, du gyrus temporal inférieur T3.
|                           |                               |
| Face interne, vue oblique | Sillons de la face inférieure |